# Milenci v roce jedna
Milenci v roce jedna é um filme de drama tchecoslovaco de 1973 dirigido e escrito por Jaroslav Balík e Jan Otčenášek. Foi selecionado como represente da Tchecoslováquia à edição do Oscar 1974, organizada pela Academia de Artes e Ciências Cinematográficas.

## Elenco
- Marta Vančurová - Helena Poláková
- Viktor Preiss - Pavel Krouza
- Libuše Švormová - Olga
- Petr Svojtka - Evžen
- Jana Švandová - Jana
- Ota Sklencka - Režisér
- Bedrich Prokos - Professor
- Jiří Kodet - Assistant
- Jan Teplý as Mladík
- Naďa Konvalinková - Jarmila
- Jitka Smutná - Zdena
- Jitka Zelenohorská - Jitka
- Zuzana Geislerová - Věra